# Ran Laurie
William George Ranald Mundell Laurie  (Grantchester, 4 mei 1915 - Hethersett, 19 september 1998) was een Brits roeier. Laurie maakte zijn Olympische debuut tijdens de Olympische Zomerspelen 1936 met een vierde plaats in de acht. Bij de volgende Olympische spelen twaalf jaar later won Laurie de gouden medaille in de twee-zonder-stuurman.

## Resultaten
- Olympische Zomerspelen 1936 in Berlijn 4e in de acht
- Olympische Zomerspelen 1948 in Londen  in de twee-zonder-stuurman

## Privé
Laurie was gehuwd en vader van vier kinderen, twee dochters en twee zonen, waarvan de jongste de acteur Hugh Laurie is.
1904: Robert Farnan & Joseph Ryan ·
1908: Reginald Fenning & Gordon Thomson ·
1924: Teun Beijnen & Willy Rösingh ·
1928: Kurt Moeschter & Bruno Müller ·
1932: Lewis Clive & Hugh Edwards ·
1936: Willi Eichhorn & Hugo Strauß ·
1948: Jack Wilson & Ran Laurie ·
1952: Charles Logg & Thomas Price ·
1956: James Fifer & Duvall Hecht ·
1960: Valentin Borejko & Oleg Golovanov ·
1964: George Hungerford & Roger Jackson ·
1968: Jörg Lucke & Heinz-Jürgen Bothe ·
1972: Siegfried Brietzke & Wolfgang Mager ·
1976: Jörg Landvoigt & Bernd Landvoigt ·
1980: Jörg Landvoigt & Bernd Landvoigt ·
1984: Petru Iosub & Valer Toma ·
1988: Andy Holmes & Steve Redgrave ·
1992: Steve Redgrave & Matthew Pinsent ·
1996: Steve Redgrave & Matthew Pinsent ·
2000: Michel Andrieux & Jean-Christophe Rolland ·
2004: Drew Ginn & James Tomkins ·
2008: Drew Ginn & Duncan Free ·
2012: Eric Murray & Hamish Bond ·
2016: Eric Murray & Hamish Bond ·
2020: Martin Sinković & Valent Sinković ·
2024: Martin Sinković & Valent Sinković